# Bộ Tư pháp (Lào)
Bộ Tư pháp (tiếng Lào: ກະຊວງຍຸຕິທຳ) đã tồn tại từ thời Chính phủ Hoàng gia Lào (thập niên 1940). Mãi cho đến khi chính phủ đầu tiên của Lào vào năm 1975, Bộ này mới đóng vai trò tích cực hơn trong việc thành lập và vận hành hệ thống tư pháp, tòa án cũng như các quyền và tự do của công dân Lào. Ngoài ra, Thủ tướng có thể chỉ đạo vai trò của Bộ Tư pháp liên quan đến ngành lập pháp, phổ biến pháp luật và thúc đẩy giáo dục pháp luật (ví dụ: trường luật).

## Danh sách Bộ trưởng Bộ Tư pháp

### Chính phủ Liên hiệp đầu tiên
- Thongdi Sounthonvichit[1] (1957)
- Thao Leaum Insisiengmay[3] (1958)

### Chính phủ Phuy Xananikôn
- Ngon Sananikone[4][5] (1959–1960)

### Chính phủ Liên hiệp thứ hai
- Inpeng Suryadhay[1][6] (1964–1971)
- Souvanna Phouma[7] (1972–1973)

### Cộng hòa Dân chủ Nhân dân Lào
- Khamking Souvanlasy[8] (1974–1975)
- Kou Souvannemethi[9][10] (1976–1992)
- Kham Ouane Boupha[11][12][13] (1992–2005)
- Chaleuan Yapaoher[14][15][16][17] (2006–2016)
- Xaysi Santivong[18][19] (2016 đến nay)